# Taciba
Taciba este un oraș în São Paulo (SP), Brazilia.